# Dmitrovskaja
Dmitrovskaja (in russo: Дмитровская) è una stazione della metropolitana di Mosca situata sulla Linea Serpuchovsko-Timirjazevskaja, la linea 9 della Metropolitana di Mosca. È stata inaugurata il 1º marzo 1991.